# Drifters (film, 2003)
Pour les articles homonymes, voir Drifters.
Pour plus de détails, voir Fiche technique et Distribution.
Drifters (二弟, Èr dì) est un film chinois réalisé par Wang Xiaoshuai, sorti en 2003.

## Fiche technique
- Titre original : 二弟, Èr dì
- Titre français : Drifters
- Réalisation et scénario : Wang Xiaoshuai
- Photographie : Wu Di
- Musique : Wang Feng
- Pays d'origine : Chine
- Genre : drame
- Date de sortie : 2003

## Distribution
- Duan Yihong : Hong Yunsheng
- Yan Shu : la fille
- Zhi-Liang Wang : Liang